# Пол Екман
Пол Е́кман (англ. Paul Ekman; народився 15 лютого 1934 року) — американський психолог, професор Каліфорнійського університету у Сан-Франциско, визнаний спеціаліст у сфері психології емоцій, міжособистого спілкування, психології та розпізнавання брехні.
Екман присвятив понад 30 років вивченню теорії брехні і є одним з найкращих фахівців у цій царині. Його послугами користуються не лише відомі політики, підприємці, керівники, але й різноманітні міністерства та агентства федерального уряду США. Професор Екман відомий у всьому світі як натхненник і консультант популярного телевізійного серіалу «Теорія брехні» (Lie to me), а також як прототип його головного героя, доктора Лайтмана.
Нині Пол Екман очолює «Paul Ekman Group» — невелику компанію, яка займається розробкою методик та навчальних пристроїв у сфері визначення емоцій та мікровиразів.

## Біографія
Пол Екман здобув освіту в Університеті Чикаго та Нью-Йоркському Університеті. Ступінь доктора філософії (в галузі клінічної психології) удостоєний в Університеті Аделфі (Нью-Йорк) у 1958 році, після року роботи у Нейропсихіатричному Інституті імені Ленглі Портера. Потім, відслуживши два роки в армії США як офіцер клінічної психології, Екман повернувся до Інституту імені Ленглі, де пропрацював з 1960 до 2004 року.
Вивчення міміки та мови тіла почалися ще у 1954 році як предмет його наукової праці (1955 року) та першої публікації (1957 року). Впродовж наступних 10 років основним напрямком його роботи стали соціальна психологія та відмінності культурних шарів, а також все більше збільшувався його інтерес до семіотики. Паралельно з дослідженням людських емоцій та виразів Пол Екман почав активно працювати над вивченням теорії обману.
У 1971 році Пол Екман був удостоєний нагороди «Національного інституту психічного здоров'я» (National Institute of Mental Health) за досягнення у сфері наукових досліджень. Пізніше він отримав цю нагороду у 1976, 1981, 1987, 1991 та 1997 роках. «Національний інститут психічного здоров'я» продовжував підтримувати дослідження Екмана стипендіями, грантами та преміями впродовж 40 років.
Статті та інтерв'ю з Доктором Екманом з'являлися у «Time Magazine», «Smithsonian Magazine», «Psychology Today», «The New Yorker» та в інших як американських, так і закордонних журналах. Дуже багато його статей опубліковано в «New York Times» та «Washington Post».
Пол Екман з'явився у шоу «48 Hours», «Dateline», «Good Morning America», «20/20», «Larry King», «Oprah», «Johnny Carson». Також його можна було побачити і в телевізійних програмах, наприклад «News Hour with Jim Lehrer» та «The Truth About Lying».

## Класифікація емоцій
Під час дослідження, що проводилось Екманом у племені Фор в Папуа Новій Гвінеї, запропонував список базових емоцій. Він помітив, що представники цієї ізольованої культури можуть точно визначити емоції людей, що належать до незнайомої культури, зображених на світлинах. Можна зв'язати емоції обличчя з навколишньою ситуацією. Узагальнюючи результати досліджень, Екман зробив висновок, що базові емоції універсальні для всіх людей. Список базових емоцій, що запропонував Екман (1972):
- Гнів
- Огида
- Страх
- Щастя
- Журба
- Здивування

Проте в 1990 Екман розширив список базових емоцій, ступенів позитивності та негативності емоцій. Не всі ці емоції висловлюються лицьовими м'язами.. Оновлений список емоцій:
1. Забава
2. Зневага
3. Вдоволення
4. Збентеження
5. Хвилювання
6. Провинність
7. Гордість за досягнення
8. Полегшення
9. Задоволення
10. Сенсорне задоволення
11. Сором

Як дослідник, Доктор Екман твердо ввів правило, за яким він і його співробітники не будуть коментувати державних службовців, займати державні посади, брати участь у судових процесах.

## Книжки
Доктор Екман є співавтором таких книг як «Human Face» (1971), «Unmasking the Face» (1975), «Facial Action Coding System» (1978), редактором книжки Чарльза Дарвіна про мімічні мікровирази (1973 року), а також книжок «Handbook of Methods in Nonverbal Behavior Research» (1982), «Approaches to Emotion» (1984), «The Nature of Emotion» (1994) та «What the Face Reveals» (1997).
Його книжки — «Face of Man» (1980), «Telling Lies» (перше видання — 1985 рік, друге — 1992 рік, третє — 2001), «Why Kids Lie» (1989), «Emotions Revealed», (2003), «New Edition» (2009) «Telling Lies, Dalai Lama-Emotional Awareness» (2008) та «New Edition Emotions Revealed» (2007). Також є автором понад 100 статей.
Видання українською
- Екман П. Теорія брехні — Країна мрій, 2012—320 c.

## Нагороди та почесні звання
- 1983 — Faculty Research Lecturer (Каліфорнійський університет, Сан-Франциско)
- 1991 — Distinguished Scientific Contribution Award (нагорода Американської асоціації психологів)
- 1994 — Honorary Doctor of Humane Letters, (Університет Чикаго)
- 1998 — William James Fellow Award (нагорода Американської спілки психологів)
- 2001 — Американська асоціація психологів назвала Пола Екмана одним з найвидатніших психологів 20-го сторіччя
- 2008 — Honorary Doctor of HUmane Letters (Університет Аделфі)
- 2009 — журнал Time включив Пола Екмана до списку 100 найвпливовіших людей світу.